# 1986 год в театре
1986 год в театре

## События
- февраль — создан Театр ледовых миниатюр Игоря Бобрина.
- февраль — в Пензе, в доме, где родился Всеволод Мейерхольд, открылся музей.
- май — уволен главный режиссёр Ленинградского ТЮЗа им. Брянцева Зиновий Корогодский, работавший в нём с 1960-х годов и поставивший такие спектакли, как «Открытый урок», «Наш Чуковский», «Наш, только наш», «Бэмби», «Наш цирк», «Гамлет».
- июнь — советские театры (Малый театр со спектаклем «Дети Ванюшина» и Театр имени Янки Купалы со спектаклем «Рядовые») отказались от участия в Международном в фестивале национальных театров в Балтиморе в знак протеста против показа спектакля Королевского национального театра «Скотный двор» по книге Джорджа Оруэлла в постановке Питера Холла.
- июль — труппы Театра им. Евг. Вахтангова и Театра им. Ленинского комсомола выступают с критикой своих главных режиссёров — Евгения Симонова и Геннадия Егорова.
- октябрь — семь московских театров-студий (Анатолия Васильева, Олега Табакова, Светланы Враговой, Марка Розовского, Сергея Кургиняна, Михаила Щепенко, Вячеслава Спесивцева) получают статус театров.
- 28 октября — начинался XV съезд Всероссийского театрального общества, ставший первым учредительным съездом Союза театральных деятелей РСФСР.
- ноябрь — художественный руководитель МХАТа Олег Ефремов предложил труппе разделить театр на два самостоятельных коллектива на отдельных площадках, но под общим административным руководством.
- 5 декабря — в испанском Бильбао вновь открылся Театр Арриага, построенный по проекту архитектора Хоакина Рукоба в 1890 году и пострадавший от наводнения в августе 1983 года.

### Гастроли и фестивали
- январь, Москва — гастроли ленинградского Малого драматического театра со спектаклями «Дом» и «Братья и сестры».
- апрель, Таллин — III фестиваль «Прибалтийская театральная весна». Лучшим спектаклем назван «Страх и отчаяние в Третьей империи» (Рижский ТЮЗ, режиссёр Адольф Шапиро).
- ноябрь, Москва — I фестиваль театров-студий «Игры в Лефортово» в ДК МЭИ по инициативе молодёжной редакции журнала «Театральная жизнь». Оргкомитет возглавил Марк Захаров. Награды получили студия «Театр» Алексея Левинского («Преступление и наказание»), студия «Человек» Людмилы Рошкован («Владимир Маяковский»), студия «В старом парке» Бориса Тудакова («Нищий, или Смерть Занда»), студия Романа Виктюка («Девочки, к вам пришёл ваш мальчик»), студия пластической импровизации Олега Киселёва («Каникулы Пизанской башни», три приза и наибольший зрительский успех). Так же участвовали Театр «У Никитских ворот» и Театр «Манекен» (Челябинск; руководитель Анатолий Морозов). На базе ДК МЭИ создаётся Агентство любительских театров.

### Постановки
- январь — «Завтра была война» Б. Васильева. Рижский ТЮЗ им. Ленинского комсомола. Реж. А. Я. Шапиро, худ. М. Китаев. В ролях: И. Коваленко, Л. Некипелова, Т. Дзюба, И. Фёдорова. Эта же повесть была поставлена в Театре им. Вл. Маяковского (реж. А. Гончаров и С. Яшин) и ленинградском Театре им. Ленсовета (реж. Игорь Владимиров).
- 23 января — «Говори…» Александра Буравского. Театр им. М. Н. Ермоловой. Реж. В. В. Фокин, худ. О. Твардовская и В. Макушенко. В ролях: А. Жарков, Т. Догилева, С. Сазонтьев, В. Еремичев, О. Меньшиков, А. Пашутин.
- 29 января — «Последний посетитель» Владлена Дозорцева. БДТ им. Горького. Реж. Г. А. Товстоногов. В ролях: К. Лавров, А. Толубеев, А. Романцов. Эта же пьеса поставлена в Омском театре драмы (реж. Геннадий Тростянецкий), в Театре им. Моссовета (реж. Борис Щедрин) и Театре им. М. Н. Ермоловой (реж. Михаил Цитриняк).
- 15 марта — «Диктатура совести» М. Шатрова. Театр им. Ленинского комсомола. Реж. М. А. Захаров, худ. О. Шейнцис. В ролях: А. Абдулов, О. Янковский, Т. Пельтцер, Н. Караченцов, Е. Леонов, А. Збруев.
- апрель — Восстановление спектакля Ю. Любимова «Дом на набережной» по роману Юрия Трифонова в Театре на Таганке. Реж. восстановления Борис Глаголин. Спектакль Ю. А. Любимова был в репертуаре в 1980—1984 годах до отъезда Любимова из СССР.
- 25 мая - премьера спектакля Геннадия Егорова по пьесе Эдварда Олби «Кто боится Вирджинии Вулф?» на Малой сцене Ленинградского государственного театра имени Ленинского Комсомола[1][2]. Роль Марты исполнила народная артистка СССР Нина Мамаева[3].
- 13 июля — «Гамлет». Театр им. Ленинского комсомола. Реж. Г. Панфилова, худ. О. Шейнцис, комп. А. Рыбников. В ролях: О. Янковский, А. Збруев, И. Чурикова, М. Козаков, А. Захарова. Спектакль был принят холодно.
- 29 июля — «Повелитель мух» по У. Голдингу. Малый драматический театр (Ленинград). Реж. Л. А. Додин, худ. Д. Боровский. В ролях: П. Семак, В. Осипчук, Г. Дитятковский, И. Скляр.
- октябрь — Дипломный спектакль выпускников мастерской П. Н. Фоменко в ГИТИСе — «Игроки» Н. В. Гоголя. Реж. Роза Сирота. В ролях: Х. Л. Чека Понсо, С. Качанов, С. Женовач и др. В 1987 года стал репертуарным в Театре им. Вл. Маяковского.
- 4 октября — Последний спектакль А. В. Эфроса — «Мизантроп» Мольера в Театре на Таганке. Художник Д. А. Крымов. В ролях: В. Золотухин, О. Яковлева.
- 28 октября — «Тамада» А. Галина. МХАТ. Реж. К. М. Гинкас, худ. Д. Боровский. В ролях: В. Симонов, А. Калягин, Е. Васильева, Б. Щербаков, И. Смоктуновский, Е. Проклова.
- 4 ноября — «Квартира Коломбины» Л. Петрушевской. «Современник». Реж. Р. Виктюк, худ. В. Боер. В ролях: Л. Ахеджакова, А. Леонтьев, Т. Дегтярёва, Г. Соколова.
- 8 ноября — Г. Б. Волчек возобновляет спектакль «Большевики» по пьесе М. Шатрова, созданный О. Н. Ефремовым в 1967 г. вместе с «Декабристами» и «Народовольцами».
- 22-23 ноября — «Мастер и Маргарита» М. А. Булгакова. Саратовский театр драмы. Постановка А. И. Дзекуна.
- 2 декабря — «Спортивные сцены 1981 года» Э. Радзинского. Театр им. М. Н. Ермоловой. Реж. В. Фокин, худ. О. Твардовская, В. Макушенко. В ролях: Т. Доронина, Т. Догилева, В. Павлов, О. Меньшиков.
- 31 декабря — «Театр времён Нерона и Сенеки» Э. Радзинского. БДТ им. Горького Реж. Г. А. Товстоногова, худ. О. Земцова. В ролях: А. Толубеев, А. Романцов, М. Данилов, М. Волков.

## Персоналии

### Родились
- 8 июня — Емцов, Артём Александрович — украинский актёр театра и кино
- 12 июля — Андреева, Мария Андреевна — российская актриса театра и кино
- 3 декабря — Казанцева, Татьяна Анатольевна — актриса театра и кино

### Скончались
- 2 февраля — Тусузов, Георгий Баронович — советский актёр театра и кино, заслуженный артист РСФСР
- 2 марта — Величко, Юрий Алексеевич — актёр театра и кино, Народный артист Украинской ССР (1964)
- 23 марта — Зуева, Анастасия Платоновна — советская актриса театра и кино, народная артистка СССР
- 1 апреля — Брун, Эрик — датский танцовщик и хореограф
- 6 апреля — Сарнацкая, Нина Дмитриевна, советская театральная актриса. Народная артистка Азербайджанской ССР (1974).
- 9 апреля — Жданов, Юрий Тимофеевич — балетный танцовщик, балетмейстер, педагог, художник; народный артист РСФСР
- 20 апреля — Арбузов, Алексей Николаевич — советский драматург
- 7 мая — Танер, Халдун — турецкий писатель, драматург, лектор и журналист. Первым начал писать пьесы для театров в Турции
- 24 мая — Дайка, Маргит, венгерская актриса театра, оперетты, кино и телевидения. Народная артистка Венгерской Народной Республики (1953). Лауреат государственной премии им. Кошута (1952).
- 7 августа — Спирина, Зоя Георгиевна — советская актриса, народная артистка СССР (1981)
- 20 сентября — Хохряков, Виктор Иванович — советский актёр театра и кино, народный артист СССР
- 23 сентября — Максимова, Елена Александровна — советская киноактриса, заслуженная артистка РСФСР
- 10 октября — Хамармер, Яков Семёнович — русский театральный режиссёр, главный режиссёр Ленинградского театра драмы и комедии на Литейном (1966—1986)
- 14 ноября — Беньяш, Раиса Моисеевна — театровед и критик
- 15 декабря — Лифарь, Серж — балетный танцовщик, хореограф и балетмейстер
- 29 декабря
  - Антилл, Джон, австралийский композитор и дирижёр.
  - Ребане, Альфред Артурович, эстонский актёр и режиссёр. Народный артист Эстонской ССР.